# Leucrota

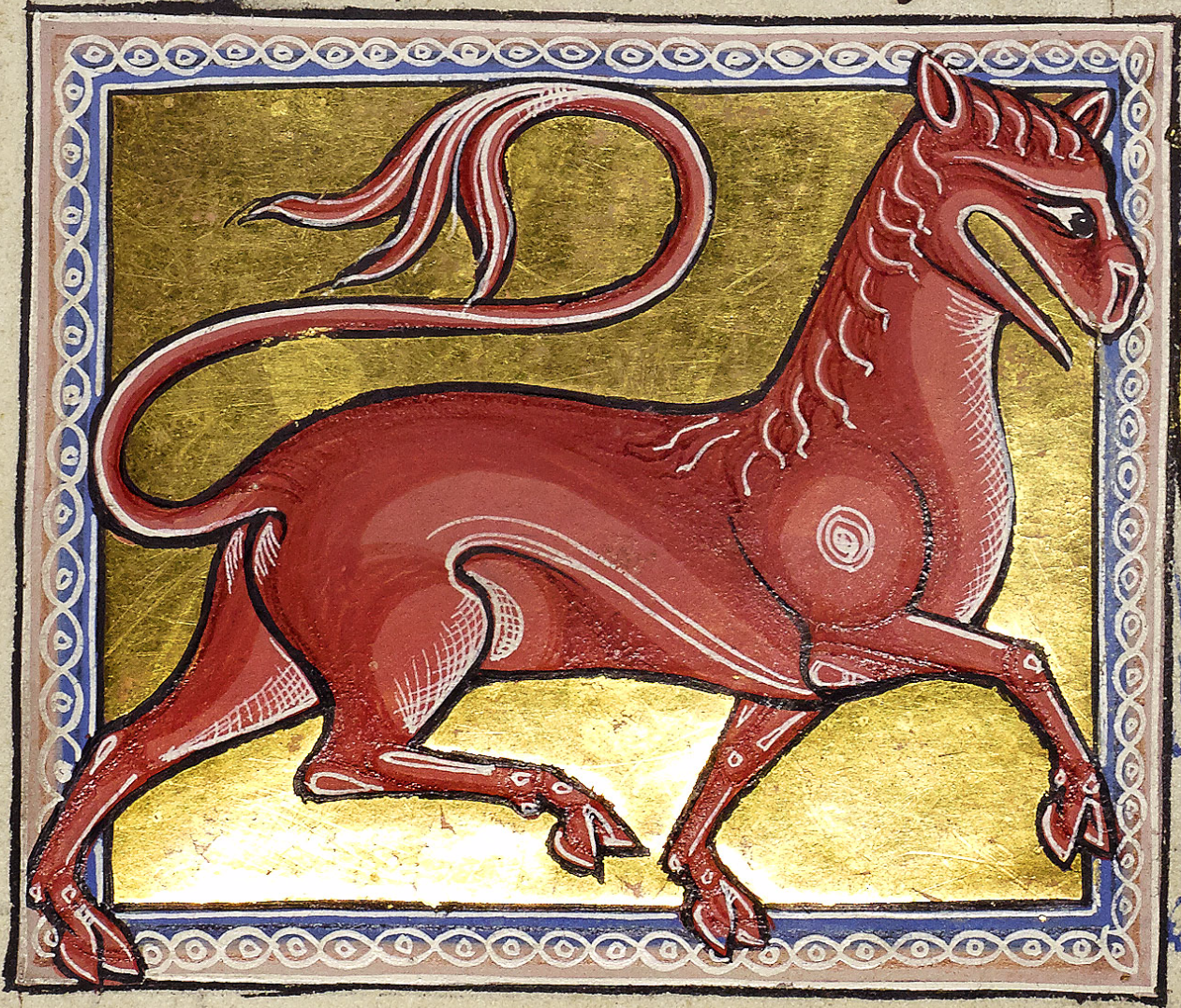
Una Leucrota en el bestiario de Aberdeen.

La leucrota (también llamada leucrocota, crocuta y menos frecuentemente cenocroca) es un mamífero mitológico que guarda similitudes con las hienas y tiene repetidas apariciones en los bestiarios medievales.

## Origen histórico
La Leucrota parece tener su origen en las zona de Etiopía o India, llegando a occidente por los trabajos de Ctesias, que la incluía en su Indika como una criatura verdadera. Llegó a ser muy conocida tras ser catalogada en la Naturalis Historia de Plinio el Viejo, y gracias a estos antecedentes la leucrota apareció en gran parte de los bestiarios de la Edad Media.

## Descripción
Representada comúnmente como una criatura híbrida, del tamaño de un asno, cabeza de caballo o tejón, cuello y patas delanteras de león, cuartos traseros de ciervo y una columna vertebral muy fuerte; se decía que nunca cerraba sus ojos, raras veces, aparece con cuernos. Algo curioso es que era imposible para la criatura mirar detrás de sí misma. La característica más llamativa de la leucrota era su larga y desmesurada boca que se extiende desde una oreja a la otra. La boca carece de piezas dentales individuales, solo tiene un único, gran e irrompible hueso.
Posee la habilidad de imitar perfectamente los sonidos de la voz humana, con lo que se suponía atraía a los humanos a los arbustos o bosques donde se escondía, llamándolos repetidamente por su nombre, así cuando los hombres llegaban a una distancia adecuada, la leucrota los atacaba por la espalda.
También solía desenterrar cuerpos de difuntos.Ningún metal la hiere,solo muere con fuego,para ser exactos, es el fuego griego el que las mata.

## Semejanzas con las hienas
El nombre científico de la hiena manchada, Crocuta crocuta, fue tomado de la mitológica leucrota; la naturaleza de la hiena coincide con la descripción de la leucrocota. La hiena posee una poderosa mordida y es carroñera, además de realizar ruidos similares a la voz humana, como su famosa risa; también comparten una sagaz inteligencia. Por esto, la hiena se podría considerar la base para el mito de la crocuta, ante estas características se la ha llegado a clasificar como críptido, pero no cumple con todos los requisitos.
Hay bestiarios, como el Bestiario de Northumberland, que incluyen una hiena y una leucrota, con descripciones diferenciadas.